# Božidar Andreev
Božidar Dimitrov Andreev (in bulgaro Божидар Димитров Андреев?; Topolčane, 17 gennaio 1997) è un sollevatore bulgaro, campione europeo a Batumi 2019 e vincitore della medaglia di bronzo a Parigi 2024 nella categoria 73 kg.

## Biografia
È allenato da Plamen Bratojčev. La sua squadra di club è il KSV Durlach di Karlsruhe in Germania.